# هری داربیشر
هری داربیشر (انگلیسی: Harry Darbyshire; ۲۲ اکتبر ۱۹۳۱ – ۱۷ ژوئن ۱۹۹۱) بازیکن فوتبال اهل بریتانیا بود.
از باشگاه‌هایی که در آن بازی کرده‌است می‌توان به باشگاه فوتبال لیدز یونایتد، باشگاه فوتبال بری، و باشگاه فوتبال دارلینگتون اشاره کرد.